# Synagris abyssinica
Synagris abyssinica (лат.) — вид одиночных ос рода Synagris (Eumeninae).

## Распространение
Афротропика: Демократическая Республика Конго, Эфиопия, Кения, Малави, Намибия, ЮАР, Танзания, Уганда, Замбия..

## Описание
Осы крупных размеров (около 2 см). Основная окраска чёрная с жёлтыми или оранжево-красными отметинами на апикальных трёх тергитах. Характеризуются следующим сочетанием признаков: клипеус грушевидный, немного длиннее ширины, покрыт мелкими, более или менее отчетливыми, сливающимися продольными полосами; вершина сравнительно узкая, прямо усеченная или слабо синуированная. Боковые углы проподеума образуют шиповидные выступы, его дорсальные участки шершаво сетчатые, без отчетливых поперечных полос; поперечная полоса на впадине отчетливая. Второй брюшной стернит слабо выпуклый в основании, не выступает более посередине, чем по бокам, его срединная линия слабо вдавлена; часть перед задним краем с 2 поперечными (часто незаметными) бороздками. Наличник, усики, мандибулы и пятна на голове более или менее ржаво-красные. У типичной формы три вершинных сегмента брюшка оранжево-желтые; у подвида emarginata 4 вершинных сегмента такого же цвета; у подвида albofasciata 3 вершинных сегмента слонового цвета или белые. Нижнечелюстные щупики 3-члениковые, нижнегубные состоят из 3 сегментов (формула 3,3), метанотум с боковыми выступами, заднебоковые углы проподеума образованы в виде треугольных вдавленных долей, престигма в два-три раза длиннее птеростигмы.

## Систематика
Таксон S. abyssinica был впервые выделен в 1848 году французским энтомологом Феликсом Эдуардом Герен-Меневиллем под названием Synagris abyssinica Guérin, 1848 по типовым материалам самок и самцов из Эфиопии. Выделяют три подвида. Таксон включён в состав подрода Hypagris и трибы Odynerini (ранее в составе подрода Paragris). Филогенетический анализ признаков показал, что вид Synagris abyssinica входит в состав клады сходных таксонов (Synagris abyssinica + Synagris aestuans), которая лежит в основании филогенетического дерева всего подрода Hypagris.
Подрод Hypagris de Saussure, 1855
- Synagris abyssinica Guérin, 1848
  - Synagris abyssinica abyssinica GUÉRIN MENNEVILLE, 1848
  - Synagris abyssinica albofasciata MAIDL, 1914
  - Synagris abyssinica emarginata (de SAUSSURE, 1855)